# Tom Roberts
Pour les articles homonymes, voir Roberts.
Thomas William Roberts (9 mars 1856 - 14 septembre 1931) est l'un des plus célèbres peintres australiens. Né à Dorchester, dans le Dorset en Angleterre, il a immigré en Australie en 1869, pour venir vivre à Collingwood, un quartier de banlieue de Melbourne.
À Melbourne, il étudia la peinture en cours du soir sous la direction de Louis Buvelot et d'Eugen von Guerard avant de retourner étudier à plein temps à la Royal Academy of Arts à Londres de 1881 à 1884. À son retour, il travaille à Melbourne.
Roberts a peint un nombre considérable de paysages et de portraits, certains avec son ami Frederick McCubbin. Ses travaux probablement les plus célèbres à son époque étaient deux grands travaux, Shearing the Rams en 1890 et The Big Picture en 1903 - une scène de l'inauguration du premier parlement du Commonwealth of Australia.
Roberts a été l'un des premiers peintres à identifier le caractère spécial du paysage australien. Un grand nombre de ses œuvres est exposé à la National Gallery of Australia, mais The Big Picture se trouve au Parliament House de Canberra.

## Galerie

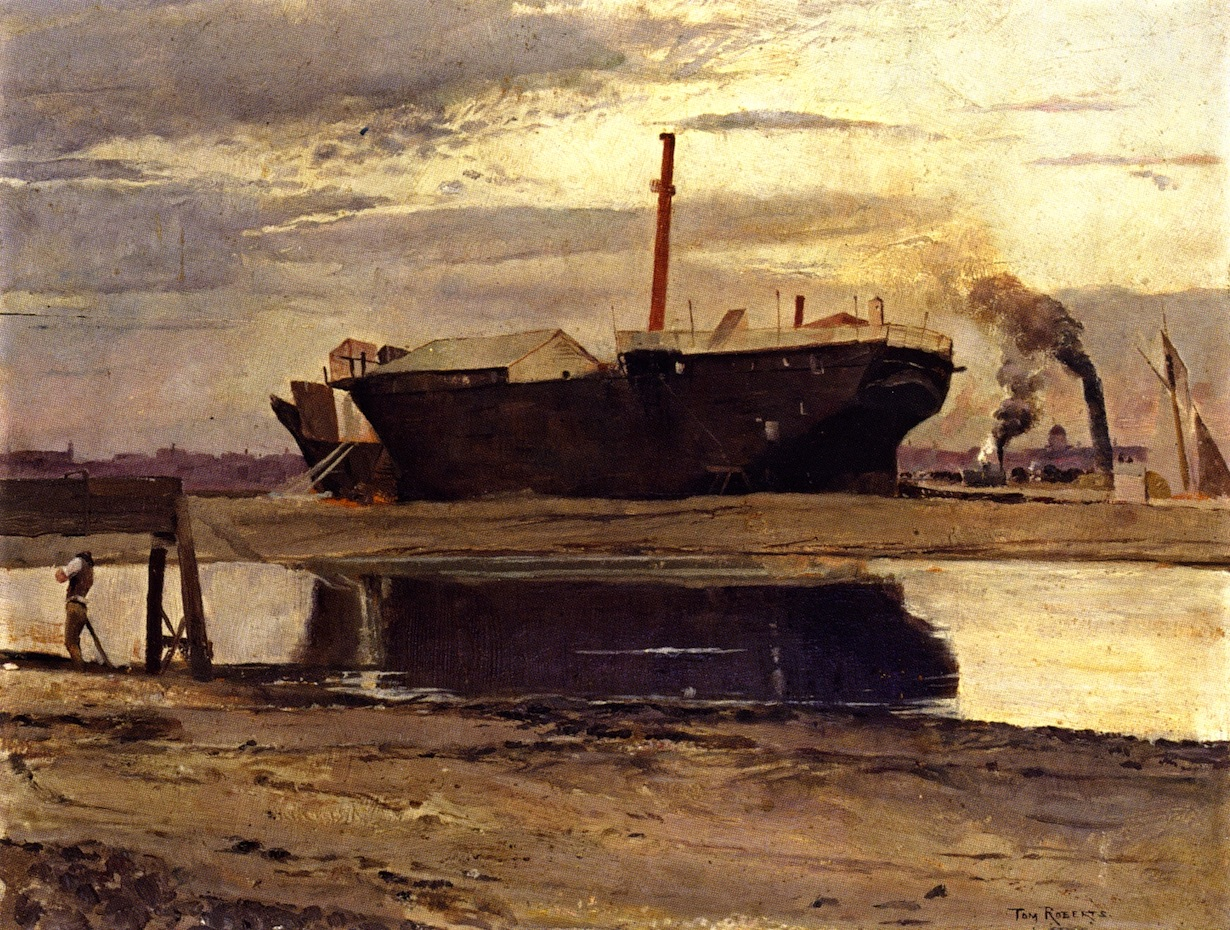
The old Sacramento, 1885
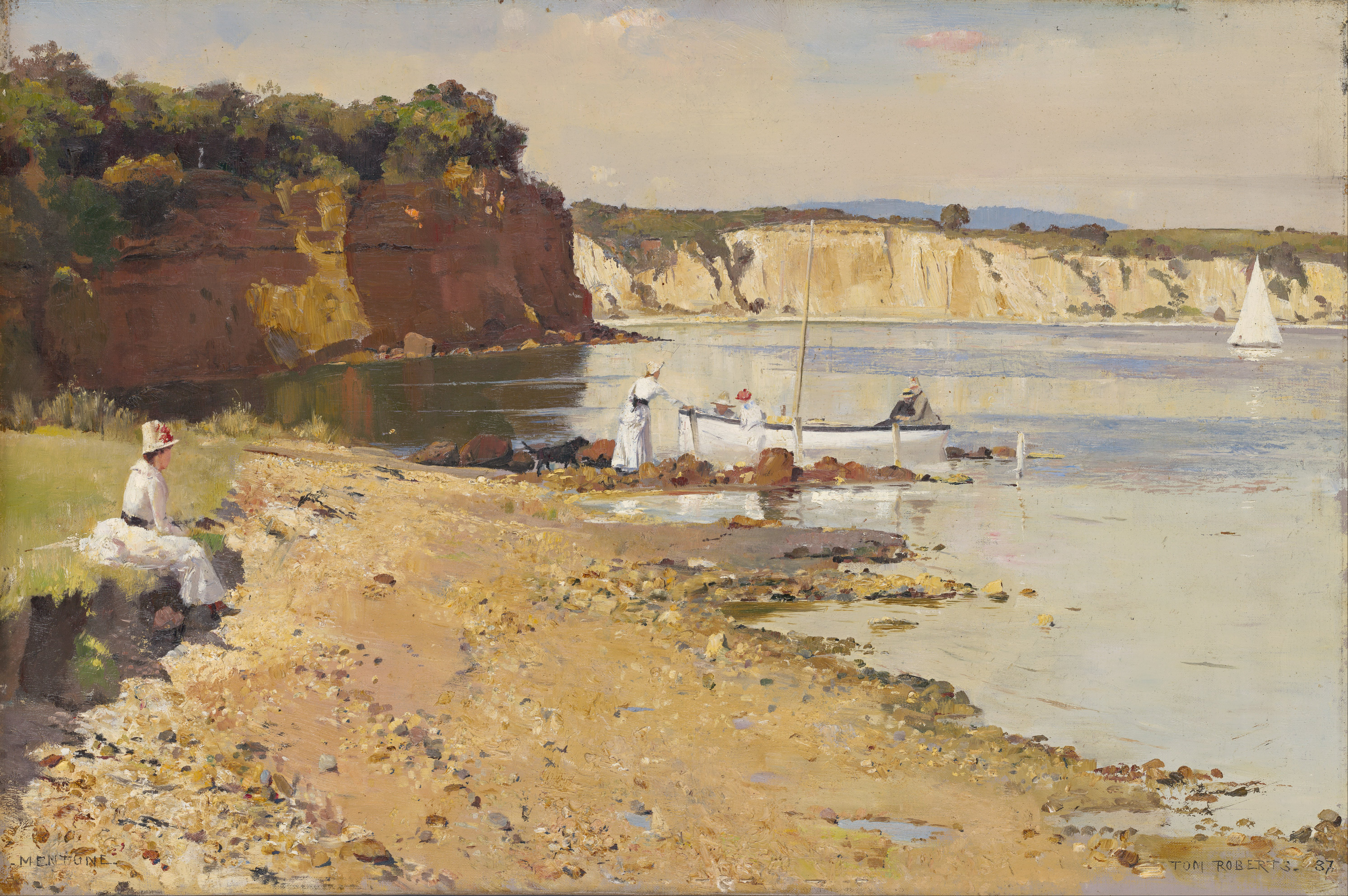
Slumbering Sea, Mentone, 1887
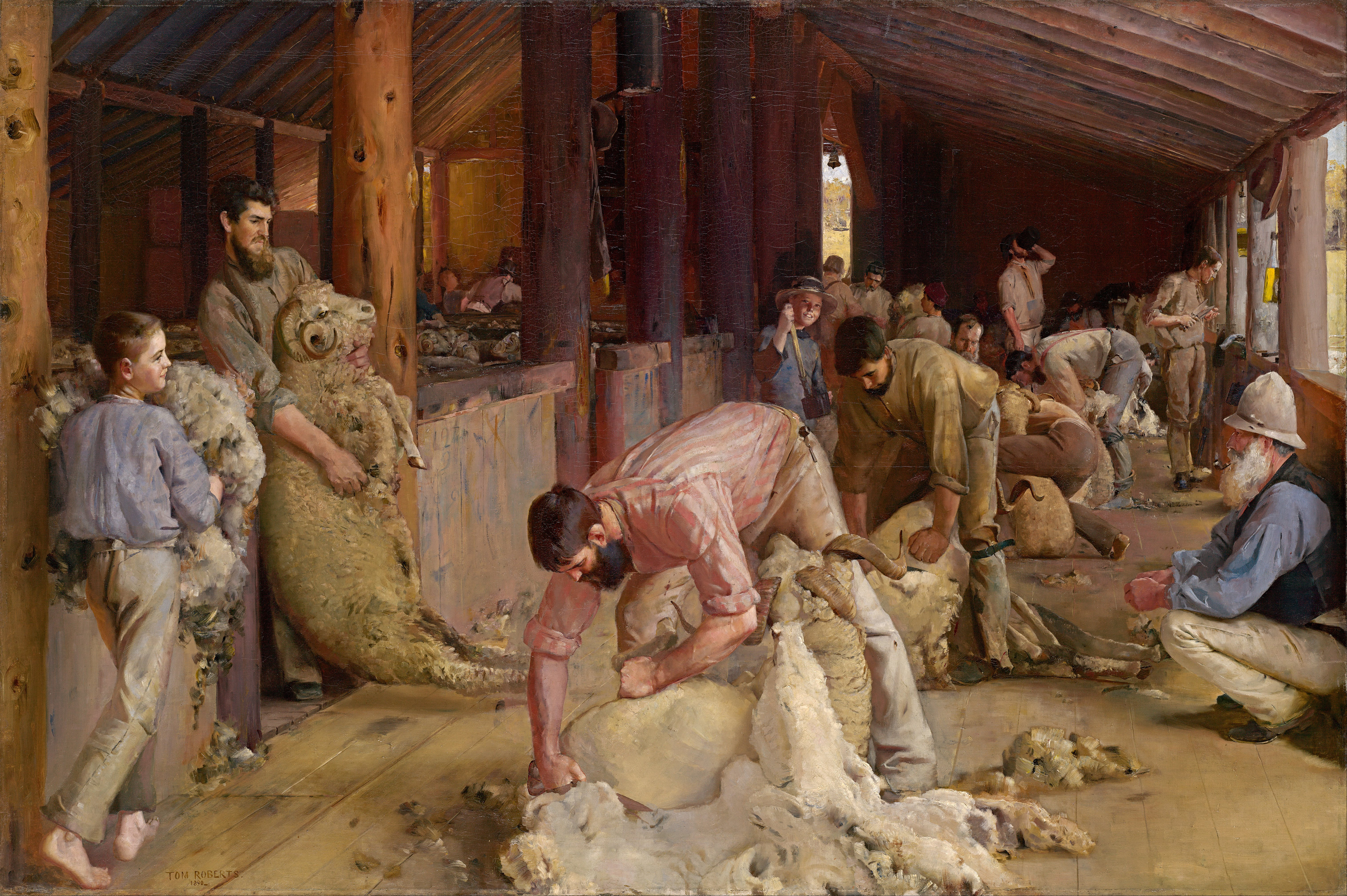
Shearing the Rams, 1890
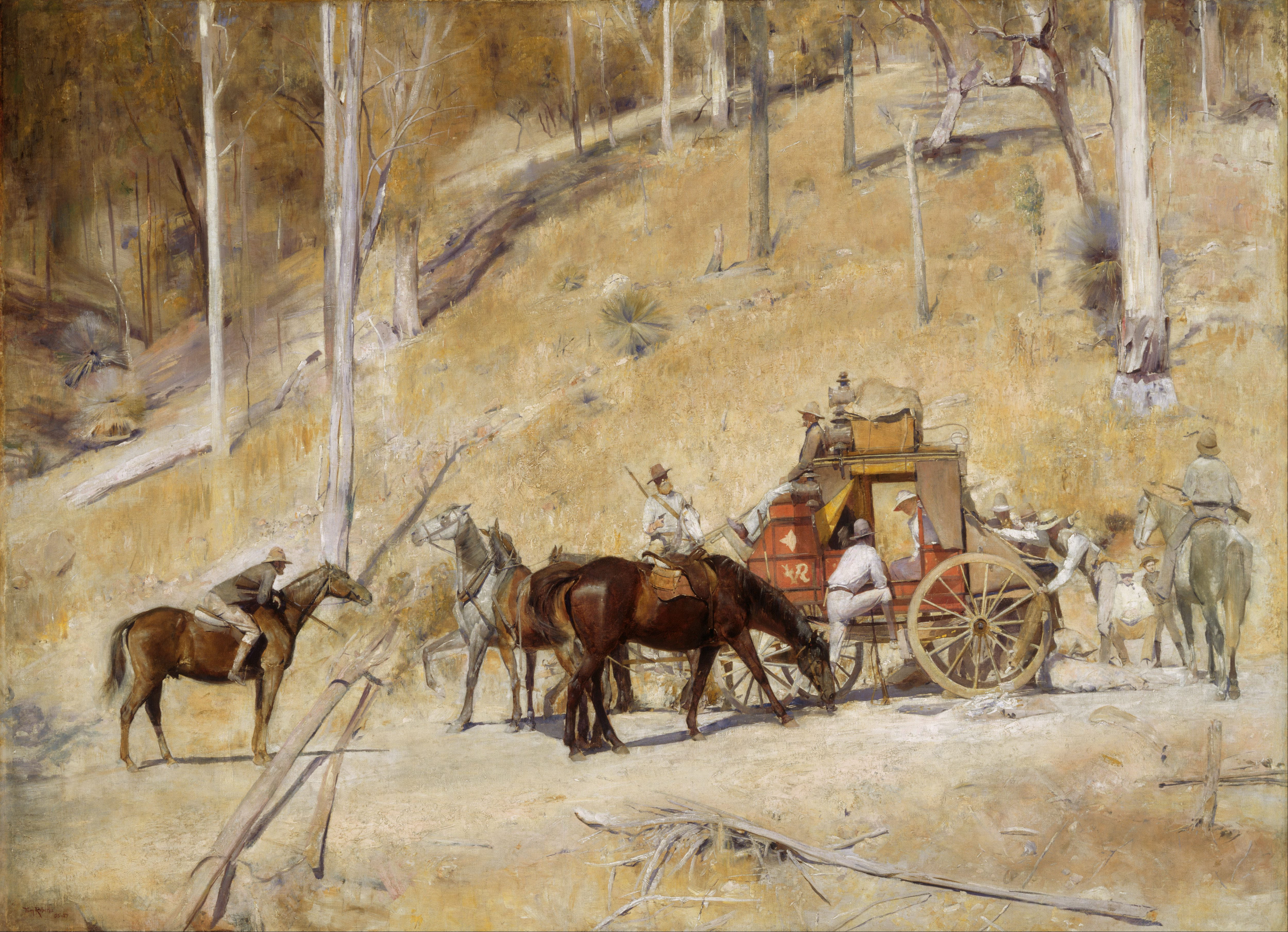
Bailed Up, 1895
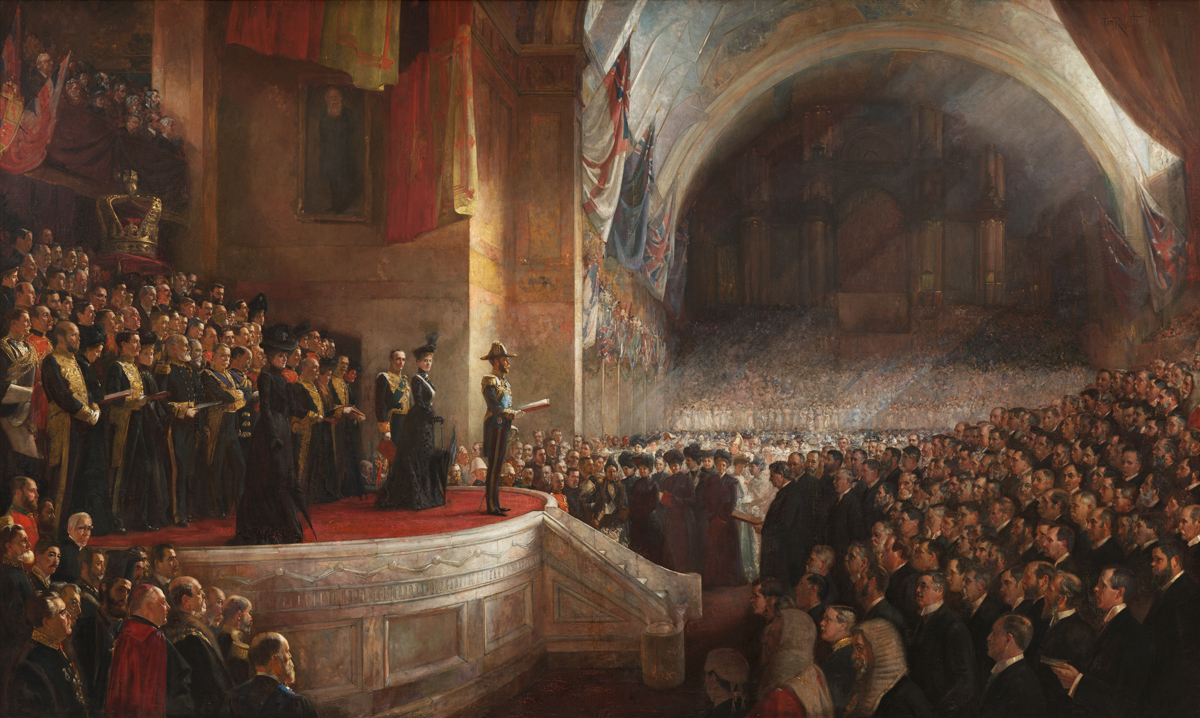
The Big Picture, 1903
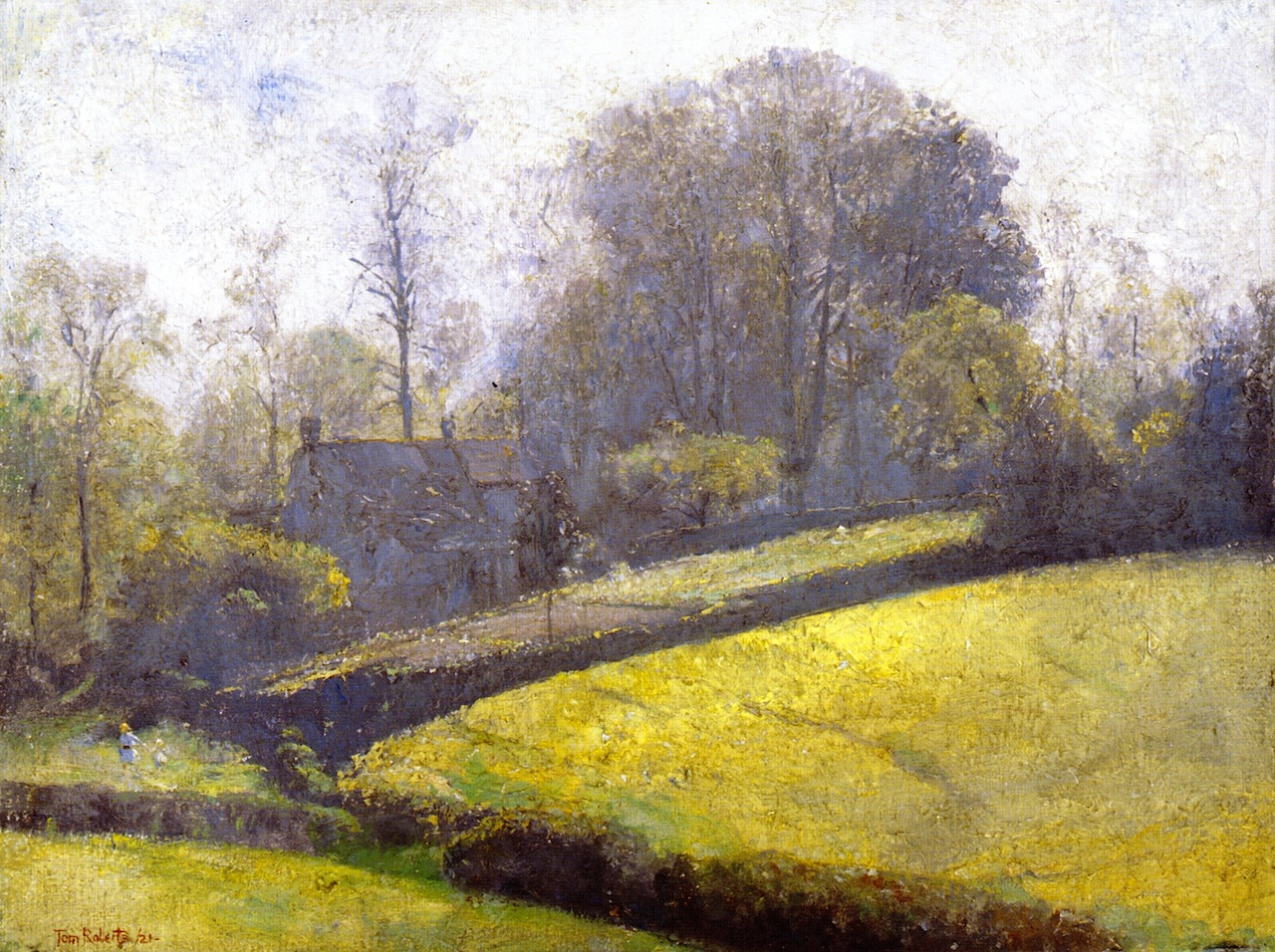
Springtime in Sussex, 1921

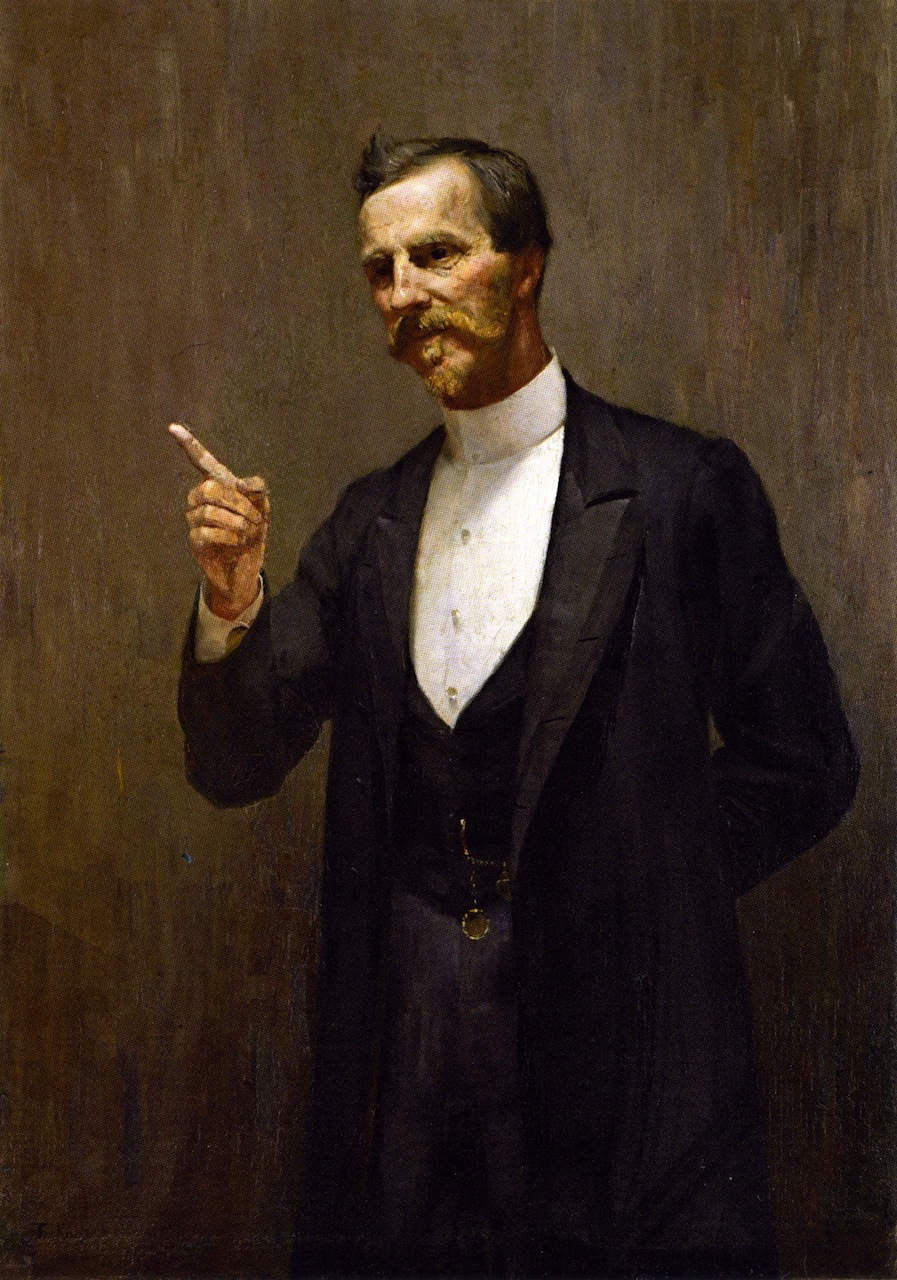
The Hon. Dr L. I. Smith, 1890
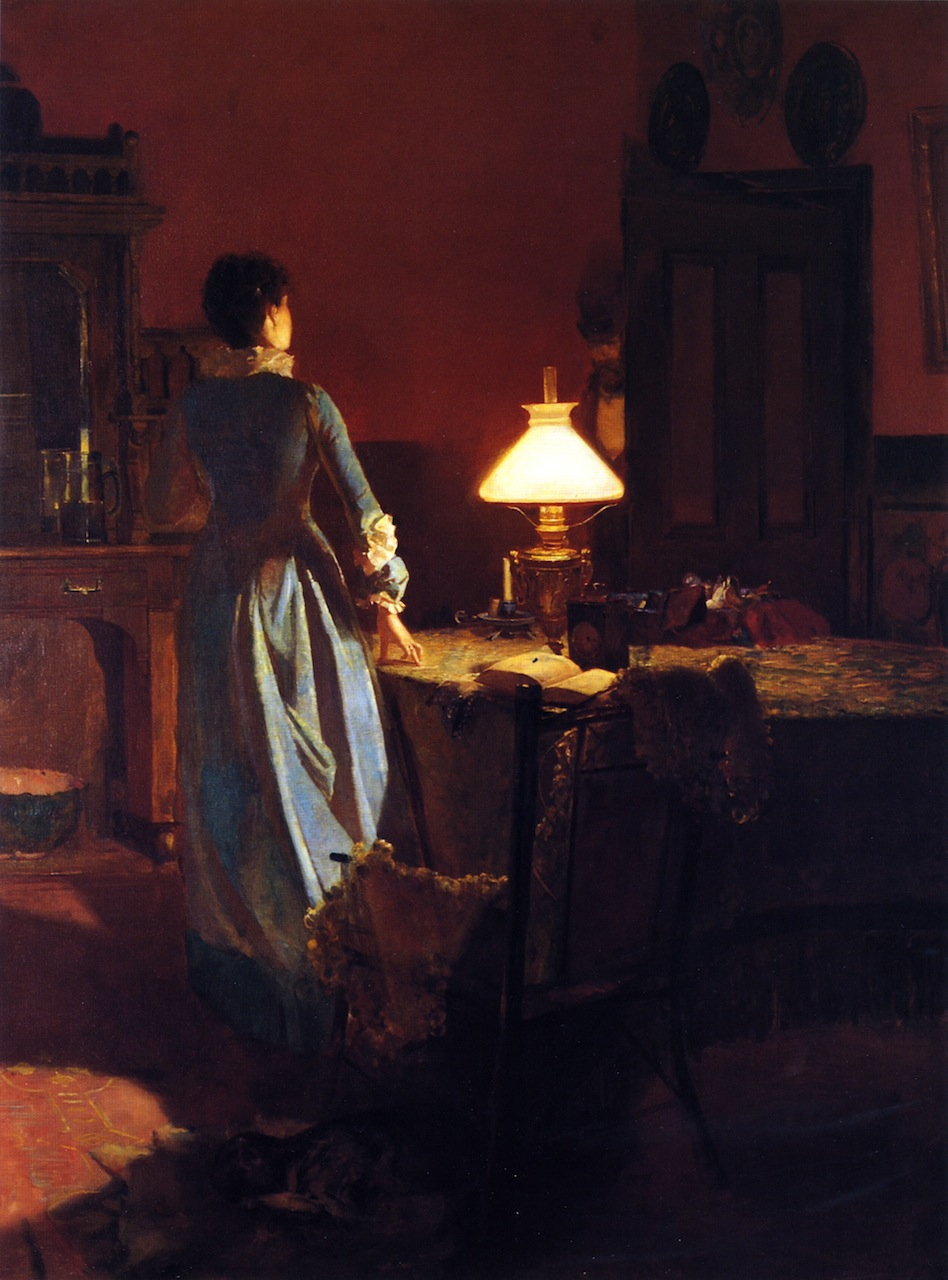
Twenty Minutes Past Three, c. 1900
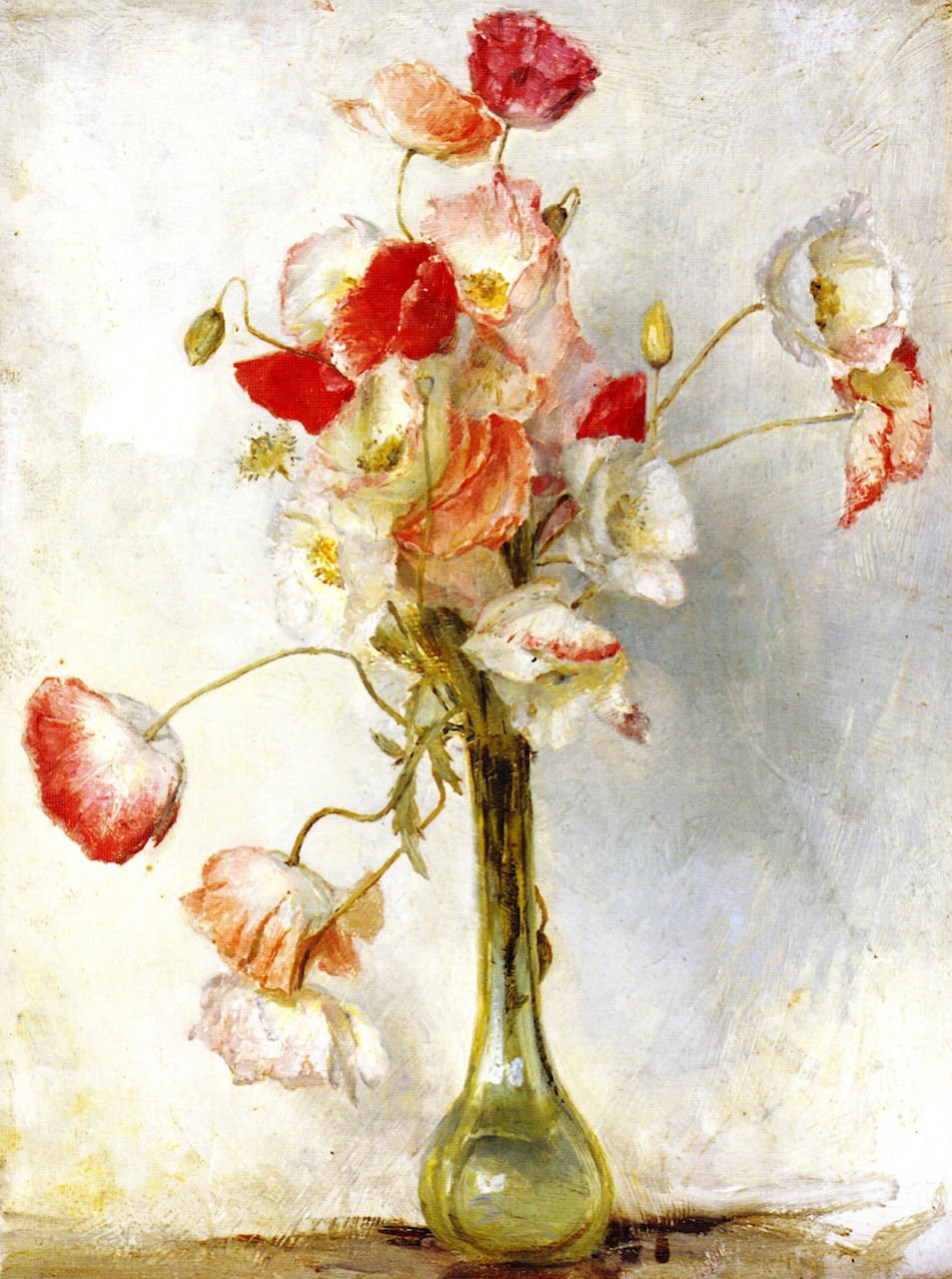
Poppies, 1921